# فرانچسکو کوراتولی
فرانچسکو کوراتولی (انگلیسی: Francesco Curatoli؛ زادهٔ ۲۲ ژانویهٔ ۱۹۴۶) بازیکن فوتبال است.